# Danny Jacobs
Pour les articles homonymes, voir Jacobs.
 (mars 2020).
Si vous disposez d'ouvrages ou d'articles de référence ou si vous connaissez des sites web de qualité traitant du thème abordé ici, merci de compléter l'article en donnant les références utiles à sa vérifiabilité et en les liant à la section « Notes et références ».
Daniel Charles Jacobs Jr., dit Danny Jacobs, est un acteur américain né le 7 juillet 1968 à Détroit (Michigan, États-Unis).

## Filmographie

### comme acteur
- 2008-2015 : Les Pingouins de Madagascar (série TV) : Roi Julian (voix)
- 2009 : Joyeux Noël Madagascar (TV) : Roi Julian (voix)
- 2013 : Madagascar à la folie (TV) : Roi Julian (voix)
- 2014-2017 : Roi Julian ! L'Élu des lémurs (série TV) : Roi Julian (voix)
- 2014 : Les Pingouins de Madagascar : Roi Julian (voix)
- 2020 : Animaniacs : Starbox (voix)
- 2024 : Star Wars: The Bad Batch : sénateur Avi Singh (2e voix, saison 3)